# やりくりアパート
『ダイハツコメディ やりくりアパート』は、1958年4月6日から1960年2月28日まで大阪テレビ放送（1959年3月より朝日放送となる）にて、毎週日曜18時30分から30分枠で放送されていたコメディドラマ。関東地区ではラジオ東京テレビ（KRT、現・TBSテレビ）へネットされていた。全100回。
その後、『やりくり天国』（1960年3月6日 - 8月28日）、『やりくり三代記』（1960年9月4日 - 1962年2月25日）、『やりくりシリーズ 青春タックル』（1962年3月4日 - 10月28日）とシリーズ化して放送された。
このドラマを元にした映画作品が2本製作されている。⇒ #映画版
少女雑誌「りぼん」には花登筺・作、藤木輝美・画による漫画作品も連載されていた。

## 概要
大阪の下町にあるアパート「なにわ荘」を舞台に、住人である青年3人組や管理人一家が巻き起こすドタバタを描くコメディである。
タイトルの通りダイハツ工業の一社提供番組である。番組最後には、当時の主力商品である小型オート三輪「ミゼット」の生コマーシャル（CM）が放送され、主演の大村崑が「ミゼット!」と連呼するCMは評判となった。
脚本は花登筺。それまで北野劇場や南街ミュージックホールなど東宝系の劇場で上演されるコントの台本を書いていた花登の脚本家デビュー作で、この番組で一躍人気脚本家となった。また、多くの若手上方コメディアンにとっての出世作であり、上方コメディを全国に知らしめるきっかけとなった番組でもある。最高視聴率は50.6％に達した。

## 出演
- 大村崑（学生・コンちゃん）
- 佐々十郎（学生・ササやん）
- 茶川一郎（女形・タコさん）
- 花和幸助（大工）
- 三角八重（大工の妻）
- 芦屋小雁（大工夫婦の長男）
- 横山エンタツ（アパートの管理人）
- 初音礼子（管理人夫人）
- 緋桜陽子（未亡人）
- 中山千夏（未亡人の子・チカちゃん）
- 由美あづさ
- E・H・エリック
- 富士乃章介
- 芦屋雁之助
- 三浦策郎
- 立原博
- 黒岩三代子
- 筧浩一
- 結城三千代
- 園佳也子
- 花紀京

ほか

## スタッフ
- 企画：東宝テレビ部
- 作：花登筺
- 音楽：加納光記、溝口堯
- 演奏：東宝ビデオ・ハーモニー
- 演出：澤田隆治、多田尊夫
- 制作：東宝テレビ部、大阪テレビ放送（-1959.2）→朝日放送大阪テレビ（1959.3-5）→朝日放送（1959.6-）

## ネット局
特筆の無い限り全て同時ネット。
- 大阪テレビ → 朝日放送（制作局）
- 札幌テレビ → 北海道放送[注釈 1]
- 岩手放送
- 東北放送
- ラジオ新潟テレビ（現・新潟放送）[2]
- ラジオ東京テレビ（現・TBSテレビ）
- ラジオ静岡テレビ（現・静岡放送）
- 信越放送
- 中部日本放送
- 北日本放送（金曜 21:15 - 21:45に放送）[3]
- 北陸放送[4]
- ラジオ山陽テレビ（現・RSKテレビ）
- ラジオ中国テレビ（現・中国放送）
- 西日本放送
- 南海放送
- RKB毎日放送
- ラジオ大分テレビ（現・大分放送）
- 長崎放送
- ラジオ熊本テレビ（現・熊本放送）

南日本放送を始め、既に開局していたが『光子の窓』（日本テレビ）をネット受けしていたので当番組は未放映だったTBS系列局が存在した。

## 映画版
2作とも、製作は宝塚映画、配給は東宝。
- 『やりくりアパート』（1959年5月12日公開、67分）
  - 出演：有島一郎、益田キートン、茶川一郎、佐々十郎、大村崑、峯京子、E・H・エリック
  - 同時上映 （3本立て） : 
    1. 『社員無頼 怒号編』（原作：源氏鶏太、監督：鈴木英夫、主演：佐原健二）
    2. 『奥様三羽烏』（原作：土岐雄三、監督：青柳信雄、主演：中村メイコ）
- 『やりくりアパート びっくり大放送』（1959年5月26日公開、63分）
  - 出演：有島一郎、益田キートン、佐々十郎、大村崑、環三千世、ミヤコ蝶々、南都雄二
  - 同時上映 : 『青春の丘の上』（宝塚映画作品、監督：竹前重吉、主演：神戸一郎）

### スタッフ
2作共通である。
- 製作：山本紫朗
- 監督：竹前重吉
- 原案：花登筐
- 脚本：内海一晃、倉田順介
- 撮影：藤井春美
- 照明：牧野秀雄
- 美術：鳥居塚誠一
- 録音：中川浩一
- 音楽：中元清純

## その後のダイハツ工業提供枠
「やりくりシリーズ」全4作終了後も、ダイハツ工業は朝日放送制作・TBS日曜6時30分枠の連続ドラマを一社提供した。
- 『織田信長』（1962年11月 - 1963年10月）
- 『高杉晋作』（1963年11月 - 1964年8月）
- 『風雲真田城』（1964年9月 - 1965年7月）
- 『バックナンバー333』（1965年8月 - 1966年7月）
- 『わんぱく砦』（1966年8月 - 1967年6月）
- 『神州天馬侠』（1967年7月 - 12月）
- 『海の次郎丸』（1968年1月 - 8月）
- 『黒い編笠』（1968年9月 - 1969年9月）

ドラマ放映枠としてはこの後、タイガー魔法瓶に提供が代わり、『白頭巾参上』を放送して終了した。

## CD化された主題歌
本シリーズの主題歌の一部が混載CDに収録されている。
- 「やりくりアパート」
  - 想い出のテレビ番組主題歌 VOL.1（1990年、CBS・ソニー） 
このテーマソングは、同じダイハツコメディーの第3作「やりくり三代記」でも使われている。

- 「黒い編笠」
  - TV時代劇グレイティスト・ヒッツ（2002年、テイチク）
  - TV時代劇グレイテスト・ヒッツ(2)〜歌うチャンバラ・パラダイス〜（2003年、テイチク）

- 「海の次郎丸」（朝日ソノラマカバーバージョン）
  - 朝日ソノラマ主題歌コレクション 4（2003年、EMIミュージック・ジャパン）
  - アニソン100（2007年、EMIミュージック・ジャパン）